# Emilia Snethlage
Emilia Snethlage (Henriette Mathilde Maria Elisabeth Emilie Snethlage) est une ornithologue et botaniste brésilienne d'origine allemande, née en 1868 et morte en 1929.

## Biographie
Elle explore le Brésil de 1905 à sa mort. Snethlage est la directrice du musée du Pará Emílio-Goeldi de 1914 à 1922 et est l’auteur de Catalogo das Aves Amazonicas (1914). Le perroquet Pyrrhura snethlageae, découvert en 2002, lui a été dédié. En outre, le Todirostre de Snethlage (Hemitriccus minor), qu'elle a découvert, porte son nom.
Elle ne doit pas être confondue avec son neveu Emil Heinrich Snethlage (es) (1897-1939), ethnologue, zoologiste et botaniste.

## Espèces éponymes
- Conure de Snethlage (Pyrrhura amazonum snethlage)
- Ouistiti de Snethlage (Callithrix emiliae ou Mico emiliae)
- Todirostre de Snethlage (Hemitriccus minor)